# OOHDM
OOHDM, do inglês Object Oriented Hypermedia Design Method, ou Metodologia de Projeto Hipermídia Orientado a Objetos em português, é uma metodologia para desenvolvimento de aplicações web. Foi uma das primeiras metodologias a solicitar a separação de interesses que definem seus vários modelos - requerimentos, conceitual, navegação, interface abstrata e implementação. OOHDM e sua sucessora SHDM(Semantic Hypermedia Design Method, que utiliza modelos web semânticos) são suportadas por uma fonte aberta, ambiente disponível livremente, HyperDE.